# Pietro Berno
Pietro Berno (* 1552 in Ascona; † 25. Juli 1583 in Cuncolim, Goa, Indien) war ein Schweizer Jesuit und Missionar.

## Leben
Nach einem Studium der Philosophie und der Theologie am Pontificium Collegium Germanicum et Hungaricum de Urbe in Rom trat er 1577 in den Jesuitenorden ein. 1578 reiste er nach Portugal und wurde 1579 auf eigenes Verlangen nach Indien geschickt, wo er 1580 in Goa die Priesterweihe erhielt.
Während seines dreijährigen Wirkens auf der Halbinsel Salcete beteiligte er sich an der Zerstörung von Hindutempeln, vernichtete einen religiös verehrten Ameisenhügel und tötete eine Heilige Kuh. Er sagte immer wieder, in Cuncolim und den umliegenden Weilern bringe die Mission keine Früchte, bevor die Gegend nicht in für den Glauben vergossenem Blut gebadet worden sei. Auf einer Inspektionsreise mit seinem Ordensbruder Rodolfo Acquaviva wurde er schließlich bei Cuncolim ermordet. Nach seinem Tod sagten seine Vorgesetzten, Berno habe mehr „Heiden“ bekehrt als alle Kirchenväter zusammen.

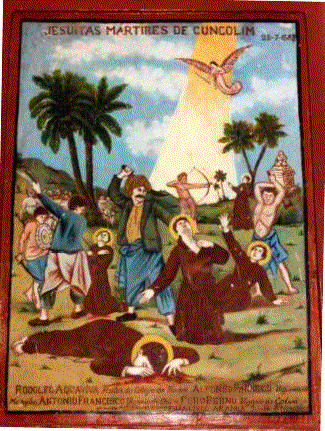
Cuncolim Martyrs

Als Märtyrer wurde Pietro Berno von Papst Leo XIII. am 2. April 1893 als bisher einziger Schweizer Jesuit seliggesprochen. Er liegt in der Kathedrale von Velha Goa begraben, und sein Haupt wird in der Pfarrkirche von Ascona aufbewahrt.